# Eriocaulon transvaalicum
Eriocaulon transvaalicum là một loài thực vật có hoa trong họ Eriocaulaceae. Loài này được N.E.Br. mô tả khoa học đầu tiên năm 1897.